# Парламентские выборы в Болгарии (июль 2021)
Парламентские выборы в Болгарии в июле 2021 года — внеочередные парламентские выборы проводились в Болгарии 11 июля 2021 года, после того как ни одна партия не смогла или не пожелала сформировать правительство после выборов в апреле 2021 года. 4 % барьер преодолели те же партии что и на апрельских выборах, но с некоторыми изменениями числа мест, блок ГЕРБ—СДС потерял голоса, а партия «Есть такой народ» приобрела немного больше голосов и оказалась победителем.  В результате выборов снова не удалось сформировать правительство из-за непримиримых разногласий между парламентскими партиями, и были назначены следующие выборы на 14 ноября 2021 года.

## Избирательная система
240 членов Национального собрания избираются пропорциональным представительством по методу закрытого списка в 31 многомандатных округов. Каждый из них представлен в парламенте 4 — 16 местами. Избирательный порог составляет 4 %. Также открылись избирательные участки за границей. Несколько десятков участков открылись в Турции, США, Германии и Испании.

## Результаты
После подсчёта 100 % голосов по данным Центризбиркома:
- «Есть такой народ» — 657 829 голосов (24,08 %).
- ГЕРБ—СДС — 642 165 голосов (23,51 %).
- Болгарская социалистическая партия (БСП) — 365 695 голосов (13,39 %).
- Демократическая Болгария (Демократы за сильную Болгарию, Зелёные) — 345 331 голос (12,64 %).
- Движение за права и свободы (ДПС) — 292 514 голосов (10,71 %).
- Вставай, Болгария! Мы идём! (болг. Изправи се БГ! Ние идваме) — блок сменил имя, на апрельских выборах он был зарегистрирован как Вставайте! Мафия вон![англ.]. («Движение 21»[англ.], Движение «Болгария граждан»[англ.], Единая народная партия[англ.], Вольт Европа, Болгарский земледельческий народный союз — Народный союз) — 136 885 голосов (5,01 %).

## Распределение мест в парламенте по результатам выборов
| 65               | 63         | 36                                       | 34                       | 29                                | 13                          |
| Есть такой народ | ГЕРБ — СДС | Болгарская социалистическая партия (БСП) | Демократическая Болгария | Движение за права и свободы (ДПС) | Вставай, Болгария! Мы идём! |

## Неудачная попытка формирование правительства
Председателем 46-го парламента (Народного Собрания) Болгарии была избрана Ива Митева от партии Есть такой народ, также как и после апрельских выборов.
Парламентская группа партии «Вставайте! Мафию долой!» стала называться «Вставай Болгария! Мы идём!».
Слави Трифонов первоначально предложил на пост премьер-министра бывшего (2001—2005) вице-премьера Николая Василева. 15 июля 2021 года Слави Трифонов оповестил о снятии заявленной им кандидатуры Николая Василева на пост премьера, дополнив, что в ближайшее время предложит нового кандидата и обновлённый проект состава кабинета министров. 20 июля Ивайло Вылчев сообщил, что партия «Есть такой народ», прежде чем представит новое предложение о составе правительства, проведёт консультации с теми фракциями, от которых ожидает поддержки. 23 июля председатель парламентской группы «Есть такой народ» Тошко Йорданов во время консультации президента Болгарии Румена Радева с парламентскими фракциями заявил, что по основным вопросам нет противоречий с другими политическими партиями перед началом формирования правительства.
30 июля 2021 года президент Болгарии Румен Радев поручил формирование правительства партии «Есть такой народ». Кандидатом на пост главы правительства стал Пламен Николов. У партии «Есть такой народ» есть семь дней, чтобы согласовать и представить на утверждение парламента Болгарии состав нового правительства. В случае неудачи, право формировать правительство перейдёт партии, имеющей вторую по величине фракцию.
6 августа 2021 года Пламен Николов подготовил список министров предполагаемого правительства и вручил его президенту. По плану Николова в правительства будет два вице-премьера — министр по европейским вопросам Ради Найденов и министр внутренних дел Петр Илиев. На пост министра юстиции предложен депутат от партии «Есть такой народ» Иво Атанасов. Президент Румен Радев подписал указ, в котором предлагает Народному собранию 46 созыва избрать премьер-министром Болгарии номинированного от партии «Есть такой народ» Пламена Николова. У партии «Есть такой народ» есть договорённость по кандидатуре премьера только с БСП, но председатель парламентской группы Тошко Йорданов заявил, что в ЕТН также надеются на поддержку проекта правительства партиями «Поднимайся. БГ! Мы идём!» и «Демократической Болгарии»: «Если политические силы хотят новых выборов, то они просто не поддержат правительство. Это демократия». 7 июля председатель парламента Ива Митева в интервью Болгарскому национальному радио сообщила, что Народное собрание Болгарии проведёт голосование по выбору новых премьер-министра и правительства страны в пленарном зале во время регулярного заседания 11 августа. Депутаты от коалиции ГЕРБ/СДС заявили, что будут голосовать против кандидатов на посты премьера и министров.
К 11 августа стало ясно что другие протестные партии «Поднимайся. БГ! Мы идём!» и «Демократическая Болгария» не поддержали кандидатуру Пламена Николова, ЕТН обвинило их в предательстве. 
12 августа была подана заявка об отставке кандидатуры. На голосовании ЕТН демонстративно покинуло зал и кворума не было. Ива Митева покинула пост председателя и собрание стал вести Кристиан Вигенин. В ситуации отсутствия кворума ГЕРБ/СДС снова вернулась в зал и повторное голосование приняло отставку кандидатуры Пламена Николова. 
Второй мандат должна получить теперь ГЕРБ/СДС, а в случае неудачи третий мандат получит партия БСП.
20 августа 2021 года партия ГЕРБ-СДС вернула президенту мандат на формирование правительства. В связи с невозможностью сформировать коалицию 6 сентября БСП также отказалась от формирования правительства, что означает необходимость роспуска Народного собрания и назначения новых парламентских выборов на ноябрь 2021 года.
Следующие выборы парламента были объединены с выборами президента и состоялись 14 ноября 2021 года.